# Іонушас Сергій Костянтинович
Сергій Костянтинович Іонушас (нар. 18 жовтня 1979, Санкт-Петербург) — український політик, юрист, адвокат, патентний повірений України. Колишній керівник юридичної фірми «Гелон».
Народний депутат IX скл. від «Слуги народу», Голова Комісії з питань правової реформи при Президенті України. Голова Комітету ВРУ з питань правоохоронної діяльності.

## Життєпис
Закінчив Київо-Печерський ліцей № 171 «Лідер» у 1996 році. Здобув кваліфікацію юриста у Юридичній академії ім. Я. Мудрого. Отримав диплом з «відзнакою». Навчався в Інституті інтелектуальної власності та права, де отримав диплом магістра і кваліфікацію професіонала з інтелектуальної власності. Отримав диплом «з відзнакою». Також навчався в Інституті міжнародних відносин Київського університету ім. Шевченка за програмою «Правничі студії в Україні: Київ та окремі регіони» за спеціальністю «Європейське право». Працював на керівних посадах у декількох юридичних фірмах.
Патентний повірений, член Асоціації правників України, член Асоціації адвокатів України, автор численних публікацій та доповідей з питань захисту авторських прав та промислової власності.
До обрання депутатом керував юридичною фірмою «Гелон», ця компанія представляє інтереси студії Квартал 95.

### Політична діяльність
Довірена особа Зеленського на виборах президента 2019 року.
Член ЗеКоманди, де відповідає за органи правосуддя. Кандидат у народні депутати від партії «Слуга народу» на парламентських виборах 2019 р., № 037 у списку.
Член Комісії з питань правової реформи з 7 серпня 2019. 29 жовтня 2020 року Президентом України призначений Головою Комісії з питань правової реформи при Президенті України.
Член Національної Ради з питань антикорупційної політики з 01 червня 2020 року.
З вересня 2019 року обіймає посаду Голова Комітету з питань правоохоронної діяльності Верховної Ради України.
В листопаді 2023 року працівники САП звернулися до Сергія Іонушаса, як до Голови Комітету ВРУ з питань правоохоронної діяльності, з проханням посприяти скасувати, так званих «правок Лозового» через які, може бути закрита велика кількість кримінальних проваджень, через перевищення терміну розслідування справ.

## Нагороди і звання
- Почесне звання Заслужений юрист України (23 серпня 2021) — за значний особистий внесок у державне будівництво, зміцнення обороноздатності, соціально-економічний, науково-технічний, культурно-освітній розвиток Української держави, вагомі трудові досягнення, багаторічну сумлінну працю та з нагоди 30-ї річниці незалежності України[15]